# Eumorpha lycaon
Eumorpha lycaon är en fjärilsart som beskrevs av Hermann Burmeister 1878. Eumorpha lycaon ingår i släktet Eumorpha och familjen svärmare. Inga underarter finns listade i Catalogue of Life.